# Sportfoto des Jahrhunderts
Das Sportfoto des Jahrhunderts ist eine berühmte Fotografie des deutschen Fotografen und Journalisten Sven Simon, die nach dem Finale der Fußball-Weltmeisterschaft 1966 in England aufgenommen wurde.
Das Foto zeigt den niedergeschlagenen Uwe Seeler, damaliger Kapitän der deutschen Fußballnationalmannschaft, beim Verlassen des Spielfelds. England hatte das Spiel zuvor mit einem Endstand von 4:2 nach Verlängerung gewonnen. Die Partie genießt durch das umstrittene Wembley-Tor historische Bedeutung.
Im Jahr 2000 wurde das Foto von der Welt am Sonntag zum Sportfoto des Jahrhunderts gekürt, weil es „aufrechte Verlierer“ zeigt, „die gebeugt waren, aber still und ohne Hass und Hader das Spielfeld verlassen“.

## Bildbeschreibung
Die Schwarz-Weiß-Fotografie zeigt auf der linken Bildseite Mitglieder einer Musikkapelle. In der Bildmitte läuft Uwe Seeler mit gebeugtem Rücken und mit Blick auf den Boden in Richtung der Tribüne. Er wird von dem nach hinten blickenden WM-Protokollchef und von einem Sicherheitsbeamten begleitet, der ihm eine Hand auf den Rücken legt. Hinter dem Trio laufen der damalige Bundestrainer Helmut Schön, der sich einen Ärmel seiner Jacke hochschiebt und der Abwehrspieler Willi Schulz. Weitere unbekannte Personen sind auf der rechten Bildseite abgebildet. Im Hintergrund sind die vollen Ränge des Wembley-Stadions zu erkennen.

## Diskussion um den Zeitpunkt der Aufnahme
Uwe Seeler hatte zwischenzeitlich behauptet, das Foto sei in der Halbzeit entstanden. Journalisten hatten immer wieder vermutet, Seeler hätte nur auf seine lockeren Schnürsenkel geschaut.
Das Ausstellungsteam des Deutschen Fußballmuseums hat im Archiv der Fotoagentur Sven Simon die Kontaktabzüge entdeckt, anhand derer der Zeitpunkt der Aufnahme bestimmt werden konnte. In einem Interview zwischen Museumsdirektor Manuel Neukirchner und Uwe Seeler räumt letzterer ein: „Mein enttäuschter, trauriger Gesichtsausdruck sagt alles. Der passt zur Körperhaltung. Ich bin richtig mitgenommen.“ Außerdem gibt er zu: „Das Zupfen am Stutzen war mehr Ablenkung.“
Auf dem Kontaktbogen von Sven Simon folgen dem Sportfoto des Jahrhunderts weitere Fotografien, die jubelnde Engländer und enttäuschte Deutsche zeigen. Dies untermauert, dass das Foto nach dem Spiel entstanden ist. Ebenso weist die Schattenbildung des Fotos darauf hin, dass es nicht in der Halbzeit entstanden sein kann.

## Hintergrund
Nachdem sich die deutsche Mannschaft mit einem 2:1-Sieg im Halbfinale gegen die Mannschaft der Sowjetunion durchgesetzt hatte, stand sie im Finale gegen das Team des Gastgebers England. Das Spiel fand am 30. Juli 1966 im Londoner Wembley-Stadion ab 15:00 Uhr Ortszeit statt. Nach der regulären Spielzeit stand es 2:2. In der Verlängerung erzielte der Engländer Geoff Hurst einen umstrittenen Treffer zum 3:2 (siehe auch: Wembley-Tor). Das Spiel ging 4:2 für die Gastgeber aus. Seeler befindet sich auf dem Weg zur Ehrenloge des Wembley-Stadions, wo die Ehrung der Mannschaften durch Queen Elizabeth II. stattfand.

## Trivia
- Sven Simon gab dem Foto die Bildunterschrift: „Vom Kampf gezeichnet, vom Gegner geschlagen, an einem Irrtum zerbrochen“.
- Auf dem Negativstreifen besitzt das Foto die Nummer 18A.